# Nissan 1400
Le 1400 est un pick-up produit en Afrique du Sud par Nissan entre 1971 et 2008. Il dérive de la Datsun Sunny. Ce modèle a été écoulé à plus de 275 000 exemplaires durant sa carrière.